# Pongo tapanuliensis
El orangután de Tapanuli (Pongo tapanuliensis) es una especie del género de primates haplorrinos Pongo, perteneciente a la familia de los homínidos. Habita en selvas tropicales de Indonesia.

## Taxonomía
Descripción original
Esta especie fue descrita originalmente en el año 2017 por Anton Nurcahyo, Erik Meijaard, Matthew G. Nowak, Gabriella Fredriksson y Colin Groves.

## Distribución y hábitat
Pongo tapanuliensis es endémica de los distritos de Tapanuli Central, Norte y Sur, en el sector septentrional de la isla de Sumatra, Indonesia. Solo habita en un pequeño número de fragmentos selváticos remanentes, los cuales suman en total alrededor de 100 000 ha, en hábitat de selva submontana de las porciones medias de las montañas, en altitudes entre los 300 y los 1300 m s. n. m.. Su densidad es mayor en selvas primarias, siendo menor en sus bordes y en agroforestas mixtas.

## Historia taxonómica y relaciones filogenéticas
En una expedición efectuada en el año 1997 se descubrió una población aislada de orangutanes en la región de Batang-Toru, en Tapanuli Sur, Sumatra.
Fue identificada como una especie distinta luego de una detallada comparación filogenética en el cual se realizó un análisis morfológico de 33 machos adultos y se recolectó muestras genéticas de 37 individuos, cuyo estudio arrojó que las muestras de la población de Batang-Toru presentaban diferencias significativas respecto a las de las otras dos especies de orangutanes, por lo que debía asignársele una categoría taxonómica de especie plena. El estudio en profundidad del esqueleto de un macho adulto, el cual había muerto como consecuencia del ataque de los lugareños, permitió comprobar que presentaba características físicas distintivas en comparación con los machos adultos de otras poblaciones de orangutanes, en especial en el cráneo y en los dientes. Este espécimen fue designado como el holotipo. Fue depositado en el Museo de Zoología de Bogor.
Comparte la isla con otra especie del mismo género, Pongo abelii, cuya población es más numerosa, estando distribuida al norte del territorio de Pongo tapanuliensis, separadas ambas geonemias por un hiato donde se localiza el lago Toba. Sin embargo, la especie genéticamente más próxima es Pongo pygmaeus, la cual habita en la isla de Borneo, habiéndose separado ambos linajes hace 2 410 000 años, mientras que el antecesor de ambas se separó del linaje de P. abelii hace 3 380 000 años.

## Conservación
Pongo tapanuliensis es la más amenazada de todas las especies de grandes simios. Su población total se ha estimado como inferior a 800 individuos. Se sospecha que hasta hace relativamente poco tiempo, su distribución habría estado más extendida hacia el sur y hacia el oeste respecto a la que ocupaba cuando fue descubierta.